# Роза, Энрике
Энрике Перейра Роза (порт. Henrique Pereira Rosa; 18 января 1946, Бафата, Португальская Гвинея — 15 мая 2013, Порту, Португалия) — и. о. президента Республики Гвинея-Бисау (2003—2005).

## Биография
В 1965—1971 годах — чиновник в департаменте сельского хозяйства, затем занимался бизнесом в сферах морского страхования, международной торговли и сельского хозяйства.
- 1986—1997 гг. — спортивный директор клуба «Бенфика» (Бисау),
- 1995—2003 гг. — председатель совета директоров FUNDEI (шведский фонд по промышленному развитию Гвинеи-Бисау),
- 1994 г. — председатель избирательной комиссии на президентских выборах,
- 1998 г. — координатор временной комиссии по установлению мира.

В 2003—2005 годах — и. о. президента Гвинеи-Бисау. На этом посту провёл парламентские (2004) и президентские (2005) выборы.
Умер 15 мая 2013 года в больнице в Порту, на севере Португалии, после девятимесячной борьбы с раком лёгких. Ему было 67 лет.